# Christopher Stewart
Pour les articles homonymes, voir Chris Stewart (homonymie) et Stewart.
 (mars 2017).
Christopher « Tricky » Stewart, né le 4 janvier 1974 à Markham, Illinois, est un auteur et producteur de musique américain.

## Biographie
Il est connu pour les productions musicales de style pop, RnB et rap de nombreux artistes tels que Beyoncé (Single Ladies (Put a Ring on It)), Britney Spears (Me Against the Music), Mýa (Case of the Ex), Rihanna (Umbrella), Christina Aguilera (Glam et Show Me How You Burlesque), Mary J. Blige (Just Fine), Mariah Carey (Touch My Body et Obsessed), Jesse McCartney (Leavin'), Justin Bieber (Baby), Katy Perry (Dressin' Up), Ciara (Ride) et de nombreux autres artistes.

## Discographie

### Productions
- 2001 : So Blu de Blu Cantrell
- 2010 : Happy Christmas de Jessica Simpson
- 2022 : Break My Soul de Beyoncé